# طابع مؤقت

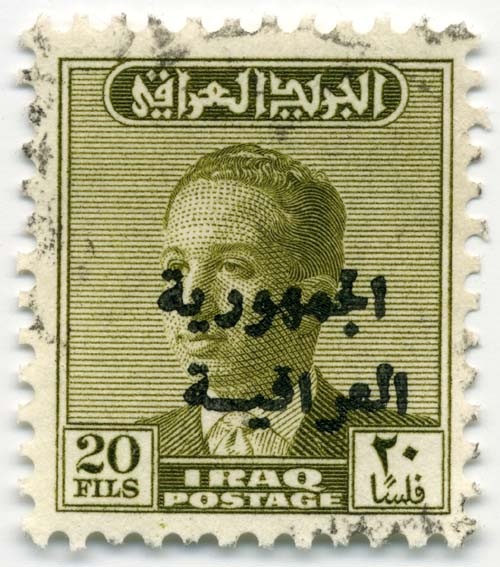
طابع عراقي مؤقت طبع عليهٍ الجمهورية العراقية بعد سقوط النظام الملكي في العراق في عام 1958

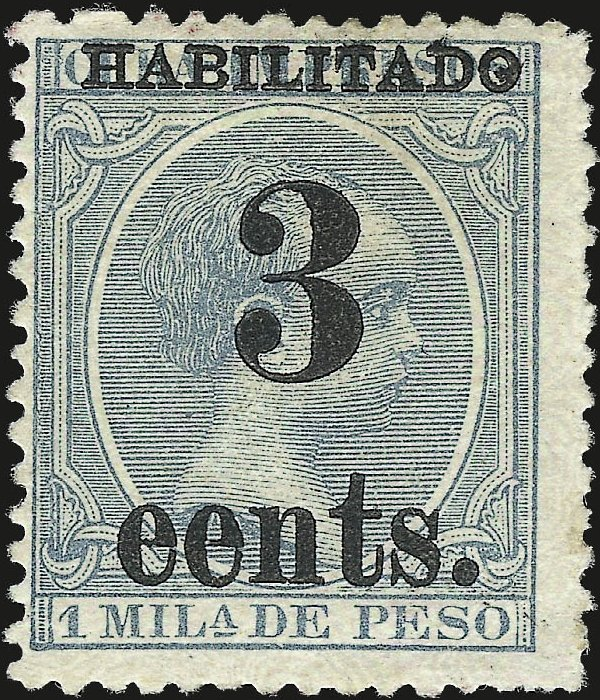
طابع كوبي مؤقت لعام 1899 طُبع في مدينة بويرتو برينسيبي. لاحظ أن هناك خطأ إملائي في كتابة السنتات

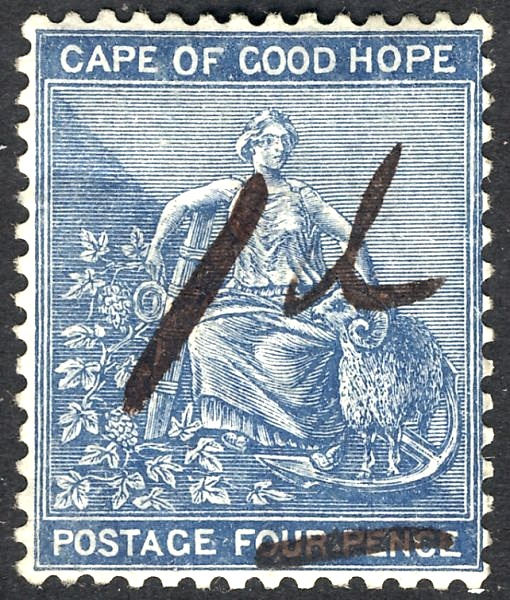
طابع (غريكوالاندويست) فئة بنس واحد إصدار سنة 1874

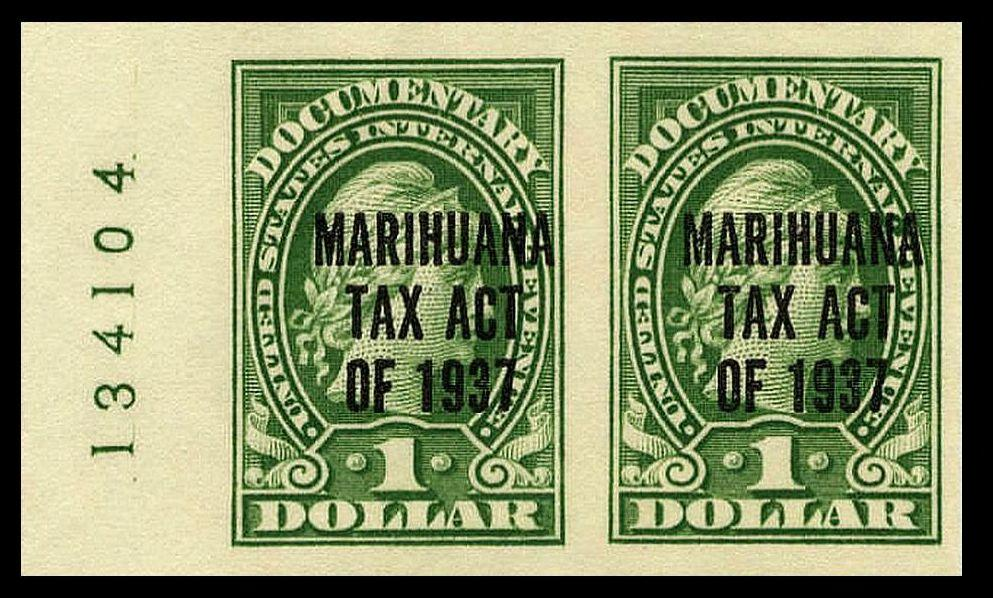
طابع بقيمة واحد دولار صادر عام 1937 من الولايات المتحدة

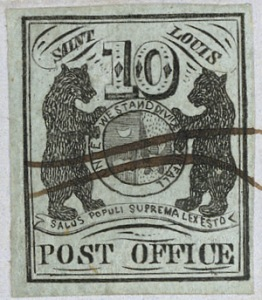
طابع دببة سانت لويس المؤقت والصادر في سانت لويس سنة 1845

الطابع المؤقت، حسب تقويم لين العالمي للطوابع البريدية يعرف الطابع البريدي المؤقت بأنهُ "طابع بريدي يصدر للاستعمال المؤقت لتلبية الطلبات البريدية حتى يمكن لمؤسسة البريد الحصول على مخزون جديد أو منتظم من الطوابع."
قد ينجم إصدار الطوابع المؤقتة عن تغيير في الاسم أو الحكومة، أو عن احتلال أراضٍ أجنبية، أو عن تغيير في أسعار البريد، أو عن تغيير العملة، أو عن الحاجة إلى توفير طوابع بريدية غير متوفرة. ومن الأمثلة المثيرة للاهتمام على إصدار الطوابع المؤقتة ما حدث أثناء الحرب الأمريكية الإسبانية عندما كانت إمدادات الطوابع قليلة نسبياً وكان لدى الولايات المتحدة قوات احتلال في كوبا. وهي معروفة باسم طوابع "بويرتو برينسيبي" المؤقتة لعام 1898-1899. لقد أُنتجت أكثر من 40 مجموعة مختلفة من الطوابع المؤقتة (المطبوع فوقها كتابة تدل على انها مؤقتة) والطوابع الكوبية الإسبانية الأساسية تحت رعاية القوات العسكرية على مدار ثلاثة أسابيع من 19 ديسمبر 1898 إلى 11 يناير 1899. وقد استُبدلت هذه الطوابع بمجموعة مؤقتة أخرى أُنتجت بطباعة طوابع الولايات المتحدة الأمريكية فوق الطوابع الكوبية. وقد بيعت هذه المجموعة الثانية من الطوابع المؤقتة لمدة ثمانية أشهر تقريباً قبل أن تتمكن الولايات المتحدة من طباعة الطوابع الكوبية. تضمنت الطوابع المؤقتة المدنية الأمريكية أيضاً بطاقات بريدية مطبوعة فوق الطوابع وأظرفاً مختومة.
تُصنع الطوابع المؤقتة عادةً عن طريق الطباعة الإضافية على الطابع أو طبع صورة اضافية فوقهُ وأحيانًا عن طريق شطر الطوابع الموجودة مسبقًا.
مثلما حدث في العراق بعد انقلاب 14 تموز 1958 وسقوط النظام الملكي وتاسيس الجمهورية حيث طبعت مؤسسات البريد على الطوابع الملكية كتابة (الجمهورية العراقية) لحين إصدار طوابع جديدة تمثل الجمهورية العراقية.

## مخصصات مديري البريد
هناك فئة فرعية من الطوابع هي طوابع بريدية فرعية ذات أهمية خاصة في مجال الطوابع البريدية في الولايات المتحدة، وهي تتألف من الطوابع التي أصدرها مديرو البريد المحليون في الدول التي لم تكن قد بدأت بعد في إصدار طوابع بريدية للاستخدام على مستوى الدولة. بين عامي 1845 و1847، عندما وحدت الولايات المتحدة أسعار طوابع البريد الوطنية، ثم أصدر مكتب البريد أول طوابع بريدية له، لقد صدرت مكاتب البريد المحلية طوابع البريد المؤقتة في إحدى عشرة مدينة أمريكية، بما في ذلك مدينة نيويورك ومدينة بروفيدنس ومدينة سانت لويس بولاية ميسوري. وتتميز العديد من هذه الطوابع المؤقتة (خاصة في المدن الصغيرة مثل ميلبوري، ماساتشوستس) بندرتها الكبيرة، أو بفظاظتها النسبية في التصميم.
كما لعبت مخصصات مديري البريد دوراً هاماً في التاريخ المبكر للولايات الكونفدرالية الأمريكية. حيث بدأت العديد من المدن المحلية في تقديمها بعد أن توقفت خدمة البريد الأمريكي عن تسليم البريد الكونفدرالي في يونيو 1861؛ حيث لم تظهر الطوابع الكونفدرالية للاستخدام على مستوى البلاد لأول مرة إلا في شهر أكتوبر 1861.